# Prästgården-Skogberga
Prästgården-Skogberga este o arie protejată (arie specială de conservare — SAC, sit de importanță comunitară — SCI) din Suedia întinsă pe o suprafață de 24,6 ha, integral pe uscat.

## Localizare
Centrul sitului Prästgården-Skogberga este situat la coordonatele 59°29′07″N 18°04′20″E / 59.4853°N 18.0723°E.

## Înființare
Situl Prästgården-Skogberga a fost declarat sit de importanță comunitară în iunie 2001 pentru a proteja un număr necunoscut de specii din flora spontană și fauna sălbatică aflate în arealul zonei. Situl a fost protejat și ca arie specială de conservare în martie 2011.

## Biodiversitate
Situată în ecoregiunea boreală, aria protejată conține 2 habitate naturale: Pajiști fino-scandinave uscate până la mezice, bogate în specii de altitudine mică, Pășuni din zone de pădure fino-scandinave.
La baza desemnării sitului se află un număr nedeclarat de specii protejate.